# Paul Gillon
Pour les articles homonymes, voir Gillon.
Paul Gillon, né le 11 mai 1926 à Paris et mort le 21 mai 2011 à Amiens,, est un illustrateur et scénariste français de bande dessinée. Il s'est très  tôt spécialisé dans le  genre dit  réaliste avec une prédilection pour les récits d'aventures historiques ou de science fiction. Il dessine pour de nombreux journaux tels que France-Soir, Vaillant, Le Journal de Mickey, Pif Gadget ou encore Métal hurlant.

## Enfance
Paul Gillon est né le 11 mai 1926 à Paris. Il vécut une enfance difficile : handicapé par une tuberculose osseuse il enchaîne les séjours dans les hôpitaux de 1932 à 1938. Il ne reçoit aucune éducation scolaire durant cette période et passe son temps à « griffonner ». Il se décrit lui-même comme un enfant rebelle, lors d'un séjour à l'hôpital Berck-Plage dans le nord de la France, il s'amuse à inonder tout un étage en ouvrant les robinets des sanitaires. Il fugue deux jours de l'établissement. L'hôpital souhaite alors que sa mère vienne le chercher avant la fin de la convalescence.
Il rentre à l'école à 12 ans, dans une classe de cinquième. Il s'avère doué malgré son manque d'éducation scolaire. Il saute alors deux classes, mais son insolence persiste, il parvient tout de même à obtenir son certificat d'études. Il souhaite arrêter les études et se concentrer sur les dessins, il se dit fasciné à cette époque par les dessins de locomotives. Sa mère décide alors de l'inscrire dans des écoles de dessins en vain. Il intègre alors l'École des arts graphiques de Paris : il y étudie seulement six mois puis part pour avoir insulté le directeur. Il est par la suite inscrit aux Arts et Métiers dans le domaine du dessin industriel, desquels il est également renvoyé. Son parcours scolaire montre alors que Paul Gillon n'était pas un adepte de la discipline, mettant en avant son côté autodidacte.
Il lit d'ailleurs de nombreuses bandes dessinées dont son futur travail sera pleinement inspiré comme des influences américaines avec les histoires de Mickey, Robinson, Aventures, Hurrah !, Hop-là ! ou encore Junior. Ou encore d'auteurs de cette même nationalité tels que Milton Caniff, Alex Raymond ou Harold Foster qui donnent vie à Tarzan, Prince Vaillant, Guy l'Éclair ou encore Jim la jungle. Il est également inspiré par des auteurs français tels que Le Rallic, Giffey ou encore Pellos avec la bande dessinée Futuropolis.

## Ses débuts

### Illustrations musicales
Il est passionné par la musique, notamment d'artistes français tels que Charles Trenet ou Edith Piaf. Il admire les illustrations des albums de musique, tels que ceux de Guy-Gérard Noël.
À l'âge de 14 ans, sous l'Occupation, il débute dans l'illustration pour des partitions de chansons. Il habite avec sa mère et sa grand-mère à Montreuil-Sous-Bois, à côté des quartiers musicaux. Un ami à lui travaillant au théâtre l'ABC le présente au chanteur Charles Trenet. Il montre à ce dernier une affiche qu'il a lui-même réalisée. Le lendemain, le chanteur perd l'affiche, malgré cela Charles Trenet lui présente son éditeur, Raoul Breton. Il travaille dans l'illustration musicale jusqu'à ses 16 ans, réalisant par exemple les dessins de La Chanson de l'ours de Charles Trenet ou encore Bésame mucho de Tino Rossi.
Il est par la suite employé dans de nombreux magazines où il réalise des caricatures pour le monde musical. Grâce à son travail il obtient des tickets pour de nombreux spectacles de théâtre ou de music-hall. Il y rencontre des artistes comme Yves Montand, pour lequel il réalise une affiche après la Libération, ou encore Charles Aznavour, Boris Vian...

### Presse
Il réalise en parallèle des illustrations pour de nombreux journaux. Dès 1944 pour le journal Gavroche, lié au parti socialiste. Paul Gillon illustre également le quotidien Samedi-Soir dès 1945, ou encore Fillette où il dessine des récits avec texte sous vignettes.

## VaillantetPif
Après la Libération, il recherche du travail. Il tente d'entrer une première fois à la rédaction du journal Vaillant, mais il est recalé par manque d'expérience. Il se rend alors au journal Coq hardi (périodique) et, malgré les critiques qu'il porte aux illustrations du dessinateur Marijac, ce dernier lui propose de reprendre une série dans le journal. Paul Gillon retourne à Vaillant, qu'il favorise, et devant les rédacteurs Lécureux, Moreu et Ollivier, leur énonce le tarif que Coq hardi est prêt à lui verser. Ils surenchérissent alors. Paul Gillon accepte d'entrer dans la rédaction de Vaillant. Il effectue un bref apprentissage aux côtés de Lécureux  au journal l' Avant-garde, lié à Vaillant. Il se voit confier la série Fifi, gars du maquis, dont il fait une cinquantaine de planches. Cette série évoque les aventures de Fifi qui s'engage dans la Résistance lors de la Seconde Guerre mondiale.
Il fournit un travail hebdomadaire à la rédaction et se voit confier plusieurs séries qu'il reprend. Ainsi, en 1947, il est chargé des illustrations de la série Lynx blanc, scénarisé par Roger Lécureux, qu'il alterne avec le dessinateur Claude-Henri de 1947 à 1961. Cette bande dessinée est une aventure de brousse qui se rapproche des histoires telles que Jim la jungle ou Tarzan. Elle évoque d'abord l'aventure d'un jeune garçon qui lutte avec son peuple en Afrique, puis ses différentes aventures dans les forêts asiatiques ou d'Amérique du Sud. Il s'occupe également de la bande dessinée Wango de 1958 à 1961 qu'il alterne aussi avec d'autres dessinateurs. Cette dernière conte le récit d'un capitaine de navire dans les îles du Sud accompagné d'un vieux Chinois philosophe. Apparaît dans le journal une histoire de reconstitution historique et politique qui est liée à l'idéologie du journal communiste, Fils de Chine, biographie de Mao Tsé Toung, publiée de 1950 à 1953 qu'il anime avec Roger Lécureux et dont le héros, Tao, participe à la révolution et à la Longue Marche et permet de se familiariser avec cette époque et cette idéologie. Il en effectue 200 planches. Il reprend de nombreuses autres bandes dessinées comme Capitaine Cormoran de 1952 à 1959 avec le même scénariste, qui raconte l'histoire d'un corsaire breton pillant de nombreux navires,.
Jusqu'à présent, chez Vaillant, Paul Gillon n'avait illustré que des reprises. Pour la première fois, il lance sa propre production avec son propre scénario en 1968 avec la série Jérémie qu'il anime jusqu'en 1973 (entre-temps, l'hebdomadaire sera renommé Pif Gadget). Contant les aventures d'un jeune mousse dans les Caraïbes du XVIIe siècle et qui se retrouve confronté aux éléments naturels comme l'océan ou les étendues terrestres vierges, où il fait la rencontre d'êtres étranges. Paul Gillon s'est inspiré de ses précédentes histoires pour celle-ci comme les aventures de Capitaine Cormoran. Malheureusement pour lui, la série n'a pas été accueillie aussi favorablement qu'il l'aurait souhaité par les lecteurs de Pif Gadget qui se sentaient perdus avec cette histoire. Cependant, Paul Gillon caractérise cet échec de « banc d'essai pour aller plus loin ».
Toujours fidèle à Pif Gadget, il réalise une adaptation de Moby Dick sur un scénario de Jean Ollivier en 1983.

## De multiples supports
Il reprend ses illustrations notamment avec le journal Radar où il illustre la bande dessinée Les Aventures de Rex en lavis (technique graphique qui utilise l'aquarelle ou l'encre de Chine), reprise de Rino Ferrari, sur laquelle il travaille durant plus d'un an. Mais cette technique graphique ne lui convenait pas dans son travail de bande dessinée. Il dessine d'autres histoires pour ce même journal comme Le Dragon jaune, Les Diamants de Good Luck, ou La Statue maléfique. Cela lui a permis de faire un retour dans l'illustration, reprenant les planches pour Vaillant. En même temps que son travail au journal Vaillant, il fournit des planches pour de nombreuses autres revues. Il remet des illustrations au journal 34 Caméra, à la revue Femmes d'aujourd'hui, ou encore Bonjour bonheur. Son travail est alors de plus en plus reconnu.

### France-Soir
Paul Gillon cherche à se renouveler, il se tourne vers de grands quotidiens tels que France-Soir, où il souhaite illustrer des séries phares comme Les Amours célèbres ou Le crime ne paie pas en bandes verticales. Il est reçu par Paul Gordeaux et Vania Beauvais, rédacteurs au journal. Sa collaboration au journal France-Dimanche, qui appartenait au même groupe, facilite son entrée dans la rédaction. Il y travaille durant quatorze ans, jusqu'en 1972 en fournissant trois bandes tous les trois jours. Il réalise la célèbre série 13 rue de l'Espoir pour le quotidien en collaboration avec les frères Jacques et François Gall. Bande dessinée qui évoque la vie quotidienne d'un immeuble qui se concentre autour de l'héroïne Françoise, où s'articulent des événements, côtoyant plutôt les milieux aisés. Paul Gillon s'inspire ici de sa propre histoire, lorsque après la Libération le quartier où il vivait, Saint-Germain-des-Près, s'est remis à vivre (réapparition de lettrisme, peinture, jazz,...). Les personnages féminins paraissent plutôt sensuels mais les postures du corps sont retenues fait remarquer le journaliste Évariste Blanchet, de Hop !, expliquant cela par la censure sexuelle des années 1960.

### Le Journal de Mickey
Dans les années 1960 il est repéré par Paul Winkler qui détient Le Journal de Mickey, car ses dessins se rapprochent des dessins américains dont le journal recherche l'influence. Pour cette dernière il réalise de nombreuses histoires qui sont la suite de feuilletons télévisés comme La Déesse d'or de 1961 à 1962, racontant l'histoire d'adolescents qui tentent de retrouver une statuette en or de Néfertiti volée à un collectionneur. Ou encore Le Temps des copains de 1962 à 1964, qui conte les aventures d'un trio d'adolescents, Le Fantôme de Barbe-Noire en 1968, adapté du film de même nom de Walt Disney Pictures où Barbe-Noire revient sous forme de fantôme, et également Téva de 1973 à 1977, aventures exotiques d'un jeune garçon en Polynésie française. Plus tard, il réadapte le célèbre roman de Victor Hugo, Notre-Dame de Paris en 1985, sur un scénario de Claude Gendrot qui apparaît d'abord dans le journal et publié ensuite par Hachette.

### Diverses illustrations
Dans ces mêmes années, il produit également des illustrations pour de nombreux magazines. Il dessine entre autres des patrons de couture pour le journal Elle, ou encore de la lingerie féminine. Il s'engage dans les pages publicitaires dans divers magazines comme Femmes d'aujourd'hui, pour la lessive Dash en 1966, où il se disait très bien payé et qui lui permettait d'observer la manipulation du public par la publicité. Plus tardivement, il produit également des rééditions de couvertures de livres comme ceux du Club des cinq.

## Vie privée
Durant cette période Paul Gillon souhaite se stabiliser, en effet, il loge de droite à gauche sans foyer fixe. Il achète alors une maison dans le département de la Drôme qu'il reconstruira tout au long des vingt années suivantes. Il achète également un appartement au dernier étage d'un immeuble situé rue Le Sueur, à Paris. Le travail imposant qu'il fournit lui permet les dépenses. Il fournit trois bandes par jour pour France-Soir, Le Journal de Mickey et Vaillant (devenu Pif Gadget en 1969), comptabilisant un total de 200 planches par an.

## Domaines de prédilection

### Science-fiction
Paul Gillon se tourne vers un nouveau style en abordant ainsi la bande dessinée pour adulte, la science-fiction. Il veut se lancer dans la science-fiction avec le dessinateur Jean-Claude Forest pour le journal France-Soir en arrêtant de produire 13, rue de l'Espoir, mais la rédaction refuse dans un premier temps. Il lance alors la série Les Naufragés du temps, issue d'une ébauche d'idée de Forest, dont les premières planches sont publiées le 12 novembre 1964 dans la revue Chouchou à la suite de la reprise du poste de rédacteur en chef par Forest. Les premiers scénarios sont élaborés par téléphone, l'histoire évoquant un couple placé en hibernation dans un satellite à la fin du XXe siècle pour préserver l'espèce humaine du Fléau, des spores extraterrestres mortelles pour les humains. Christopher Cavallieri et sa compagne Valérie, en hibernation dans l'espace, ne sont réveillés que mille ans plus tard dans un univers comportant de multiples civilisations, dont plusieurs dans le système solaire, parmi lesquelles celle des Trasses, des rats intelligents menaçant d'envahir ledit système solaire. Après Chouchou, la série est ensuite publiée dans France-Soir, de 1974 à 1975, et dans Métal hurlant, de 1977 à 1989, puis en albums par Hachette. Le contrat passé entre les auteurs et l’éditeur stipule que les quatre premiers albums doivent être tirés à 35.000 exemplaires chacun, mais les deux derniers ne le sont qu'à 20.000. Les auteurs demandent alors une compensation financière, et un conflit s'engage avec l'éditeur. Forest finit par abandonner la série à cause d'un conflit avec Gillon, qui se retrouve seul aux commandes des six autres albums publiés par Les Humanoïdes Associés. L'ensemble des albums rencontre un franc succès avec 1 million de lecteurs, l'ensemble des tomes est d'ailleurs recolorisé (les deux premiers tomes, publiés par Hachette, étaient imprimés en bichromie, en noir, blanc et vert pour L'Étoile endormie, et en noir, blanc et orange pour La Mort sinueuse) et republié en 2008 par les éditions Glénat.
La collaboration avec Les Humanoïdes associés est très fructueuse : Paul Gillon se lie d'amitié avec Jean-Pierre Dionnet, l'un des fondateurs de la maison. Une version américaine de Métal Hurlant est créée, Heavy Metal, mais elle reste un échec et aucune des histoires de Gillon n'y est traduite. Les Humanoïdes associés restent le principal éditeur de Gillon tout au long de sa carrière, publiant ou republiant plusieurs de ses bandes dessinées telles que Les Naufragés du temps, Jérémie, Téva ou 13, rue de l'Espoir.
Paul Gillon crée également d'autres séries de science-fiction, comme la série érotique La Survivante dans L'Echo des Savanes de 1985 à 1991, qui évoque l'histoire d'une jeune femme, Aude Albrespy, survivante d'une explosion atomique ayant éliminé tous les habitants de la planète, à l'exception des cyborgs, et qui a pour seul compagnon un robot majordome, Ulysse, avec lequel elle assouvit ses envies. Ensemble, ils s'évadent vers des stations spatiales, rencontrant de nombreux personnages. Cette bande dessinée s'inscrit en pleine libération sexuelle des années 1980. Pour cette série, Paul Gillon est appelé par le rédacteur en chef du journal, Georges Wolinski, qui veut un projet entièrement rédigé par le dessinateur¹. Lorsque ce dernier rappelle la rédaction du journal pour proposer son idée, on le prévient du départ du rédacteur. C'est Maggiori qui reprend sa place, refusant alors l'idée de Paul Gillon et lui proposant une idée venant de lui : La Survivante, que Gillon accepte. À l'origine, il ne devait y avoir qu'un seul album, mais l'Écho des Savanes a réclamé une suite au vu de la popularité des premières planches. Paul Gillon a d'ailleurs su rebondir en créant une suite basée sur l'enfant de l'héroïne. Malgré cela, ne voulant pas prolonger la série, il l'a arrêtée par la suite.

### Inspirations politico-historiques
Paul Gillon se concentre également autour de l'inspiration de faits historiques et politiques. Il publie Histoire du socialisme en France sur un texte de Claude Moliterini aux éditions Services de l'Homme en 1977, retraçant la montée du socialisme jusqu'aux années 1970. Cette œuvre permet de retranscrire une forme d'expression politique par la bande dessinée, plate-forme largement appréciée du grand public. Il publie également des séries s'inspirant de l'actualité de l'époque avec les machinations politico-financières, c'est ainsi qu'est publiée la série Les Léviathans qui apparaît d'abord dans l'hebdomadaire BD en 1978 puis en albums aux Humanoïdes Associés en 1990 et enfin chez Albin Michel en 2000. Ce polar retranscrit l'histoire des pétroliers qui avaient coulé au large de Cherbourg, ou encore de l'enlèvement du baron Empain. Le personnage principal se retrouve piégé dans des affaires, manipulé et trahi, il trouve de l'aide dans le personnage de Victorine.
Sous son trait apparaît aussi une réadaptation de la biographie de Martin Gray, Au nom de tous les miens, dans le mensuel Vécu en 1986, qui évoque en deux tomes la terrible histoire des camps de concentration.

## Dernières années

### Journaux
À la fin du siècle, c'est notamment pour L'Écho des savanes, qu'il travaille et s'axe dans la bande dessinée pour adulte, telle que Jehanne, qui fait son apparition dans ce journal en 1993 puis en album chez Albin Michel en 1997, et où l'on redécouvre l'histoire de la célèbre Jeanne d'Arc. Il s'est d'ailleurs interrogé sur la forme scandaleuse qu'aurait pu connaître la réception de la série avec une figure historique et catholique aussi sexualisée. Pour cette dernière bande dessinée, il dit s'être largement documenté sur des œuvres historiques et catholiques, puisqu'il devait s'appuyer sur une vérité historique. Plus tard, en 2000, il produit à lui tout seul Le Contrat, toujours publié dans L’Écho des savanes, évoquant l'histoire d'un homme victime de complot qui doit faire don de certaines parties de son corps.

### Albums
Paul Gillon réalise durant cette même période de nombreux albums, cette production sur ce type de support n'a jamais été aussi florissante pour Gillon qu'à cette période. Il dessine ainsi La Dernière des Salles Obscures sur un scénario de son ami Denis Lapière de 1996 à 1998. Histoire d'un homme né dans une salle de cinéma qui traverse plusieurs épisodes forts de l'histoire du XXe siècle, notamment de l'histoire du nazisme. Il enchaîne les bandes dessinées. En 2002, il réalise les dessins et le scénario de la bande dessinée La Veuve Blanche. Cette histoire est un véritable polar qui raconte l'aventure d'une jeune veuve qui vient de perdre son mari, apprenant que ce dernier l'avait trompé, elle vide les comptes bancaires et s'enfuit, le frère du mari se lance alors à sa recherche découvrant tout au long de l'histoire qui est véritablement cette veuve blanche. Cette même année, en 2002, Paul Gillon collabore avec le scénariste Frank Giroud en réalisant le septième tome du Décalogue, perçu comme le coup d'éclat de ses vieilles années. Cette série évoque l'histoire mystérieuse d'un nouveau Décalogue à découvrir qui remettrait en cause les fondements de la religion islamique. Giroud vient de nouveau à lui en 2005 pour un tome de Quintett : Histoire d'Alban Méric, publié chez Dupuis. Quintett est une série de cinq album, chacun dessiné par un auteur différent, où des événements dramatiques se déroulent durant l'année 1916, chaque tome se concentrant sur un personnage et son point de vue, le seul lien qui relie les personnages est leur formation musicale à la « Quintett ». Paul Gillon est donc responsable du deuxième tome de la série. Enfin, sa dernière œuvre qu'il débute en 2004 et n'achèvera pas, L'Ordre de Cicéron. Cette bande dessinée, où il collabore avec un jeune avocat, Richard Malka, évoque l'histoire d'un jeune homme de couleur noire accusé d'avoir tué ses employeurs. Cette dernière production s'inspire largement de l'actualité du moment et ne s'en cache pas, notamment à propos des complots politiques.

## Décès
À la fin de sa vie, souffrant de rhumatismes, il souhaite continuer à produire des bandes dessinées malgré ses douleurs foudroyantes. « Je ne veux pas que l'on me plaigne », déclare-t-il dans une interview, allant jusqu'à réfléchir à un aménagement de son plan de travail. Il ne voit pas la fin de sa dernière œuvre, L'Ordre de Cicéron, et décède à l'hôpital d'Amiens le 21 mai 2011.

## Son style graphique
Paul Gillon est reconnu dans l'art de la bande dessinée en France. Lors de ses productions, il dit lui-même mettre en forme une « œuvre graphique », il est important pour lui que la page tout entière soit construite et que chaque planche soit une résonance à la suivante. Il offre un soin particulier aux décors, à la profondeur de champs des plans d'ensembles et avec une rupture par les plans rapprochés qui semblent figés, qui sont notamment perceptibles sur les planches de la série Jérémie. Il explique que les gammes colorées qu'il s'impose changent en fonction des époques de ses histoires. Créant ainsi un cheminement chromatique, passant d'un ensemble de couleurs à un autre en fonction de la lumière, de l'heure, de la météo... Pour exemple, les couleurs de la bande dessinée La Dernière Des Salles Obscures et de la bande dessinée Au Nom de Tous Les Miens se passant dans une époque et un contexte similaire ont donc une gamme chromatique qui se ressemblent. Il a tout de même une préférence pour la bande dessinée en noir et blanc, qu'il pense plus conforme à son trait.
Lors d'une interview qu'il donne pour une émission télévisée à l'INA en 1982 il décrit sa façon de travailler la bande dessinée. Il explique qu'il définit d'abord les cases avec les proportions dans la page, puis il commence le croquis avec les éléments essentiels : têtes et décors pour l'ossature du dessin, puis il dessine les autres cases, tout cela au crayon. Il prend ensuite un stylo à bille et dessine de manière plus exacte les détails, notamment les yeux, le port de tête, le corps,... Enfin avec un pinceau, il renforce en noir et blanc les lignes essentielles, les mouvements, les vêtements, qui permettent de définir un équilibre général, qu'il complète au stylo. Pour terminer, il gomme et corrige ce qui ne lui convient pas. Il explique également qu'il écrit le texte sur une feuille de papier à part et non directement sur son dessin. Paul Gillon expose d'ailleurs son refus de la bulle, les dialogues sont généralement placés dans une réserve blanche sur la case. Il explique dans une de ses interview que le texte doit faire partie intégrante de l'image. Il utilise des feuilles grand format afin d'avoir un meilleur aperçu de l'ensemble
Son encrage du pinceau et sa réinterprétation du dessin initial le différencient de tous les autres illustrateurs et font de lui un maître de l'art de la bande dessinée. De nombreux originaux de Paul Gillon ont aujourd'hui disparu et font l'objet[pas clair] de la convoitise des collectionneurs.

## Œuvres principales

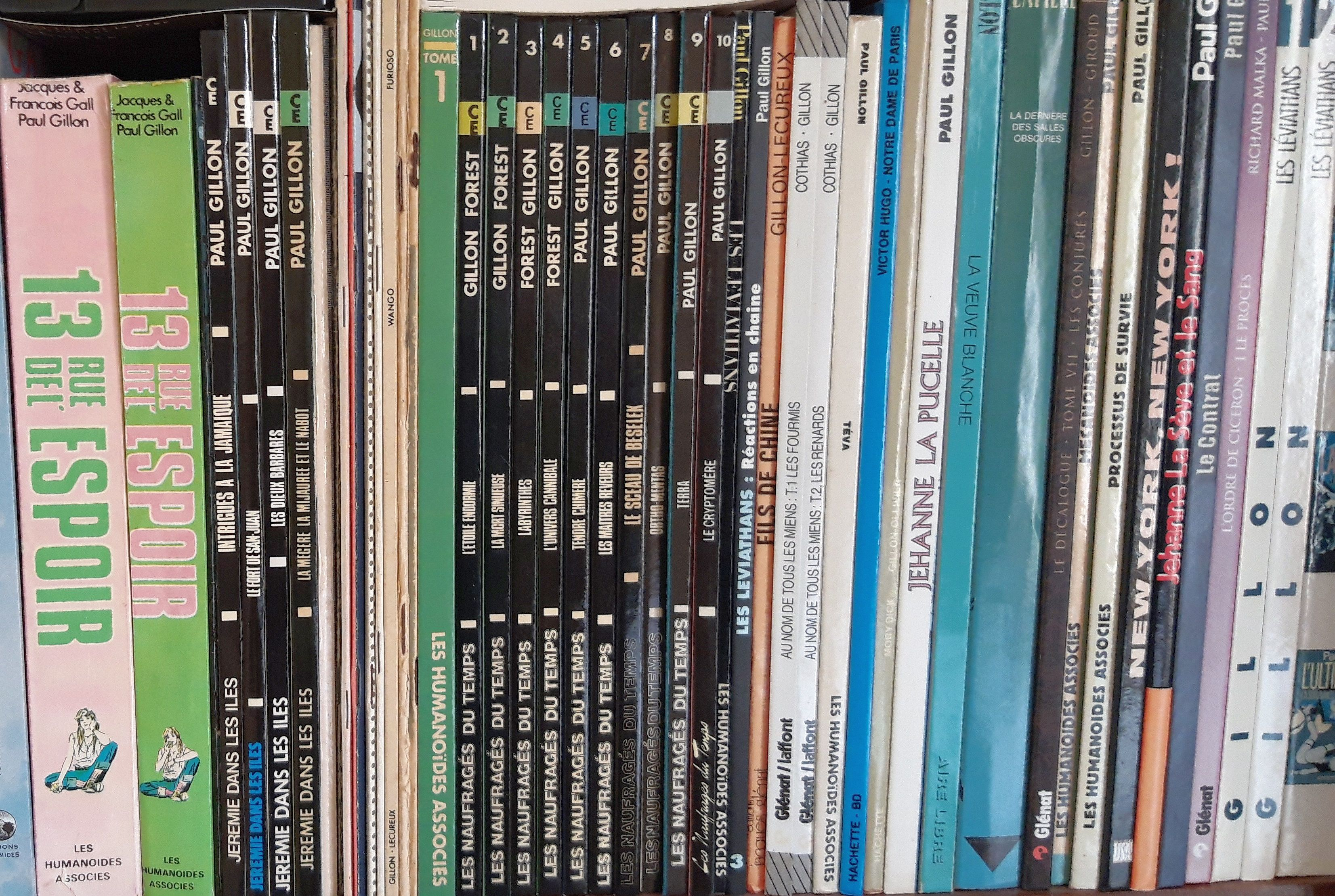
Ouvrages de Paul Gillon.

- Lynx blanc (sc. Roger Lécureux), dans Vaillant, 1947-1957. Puis en albums aux éd. Vaillant :

1. Tonnerre sur les îles, 1961, 55p.
2. Aventures dans la brousse, 1961, 56p.

- Capitaine Cormoran (sc. Jean Ollivier), dans Vaillant, 1947-1962.
  - Capitaine Cormoran, Les Humanoïdes associés, 1983, 132 p.
- Fils de Chine (sc. avec Roger Lécureux), dans Vaillant, 1950-1953.
  - Fils de Chine, Glénat, 1978, 150 p.,  (ISBN 2-7234-0080-8).
- 34/Camera no 2 : Lynx : Le Lion de neige, Vaillant, 1949, 32 p.
- Wango (sc. Roger Lécureux et Georges Rieu), dans Vaillant, 1957-1959.
  - Wango, Furioso, 1980, 56p.
- 13 rue de l'Espoir (sc. Jacques et François Gall), dans France-Soir de 1959 à 1972. Puis en albums aux Les Humanoïdes associés :

Tome 1, 1981, 600p  (ISBN 2-7316-0104-3).
Tome 2, 1982, 440p  (ISBN 2-7316-0167-1).
- La Déesse d'or (sc. Muel), dans Le Journal de Mickey, 1961-1962.
- Le Temps des copains (sc. Canolle d'après l'émission télévisée), dans Le Journal de Mickey :

1. Les Copains en vacances, 1962.
2. Lucien et la Main Verte, 1963.
3. Le Gonfaron-Palace, 1963.
4. Les Cent Sous de Gonfaron, 1964.

- Les Naufragés du Temps (sc. Jean-Claude Forest pour les 4 premiers récits) dans Chouchou à partir de 1964 et prépublié ensuite dans différentes revues. Albums :

1. L’Étoile endormie, Hachette, 1974, 51 p,  (ISBN 2-01-001805-2).
2. La Mort sinueuse, Hachette, 1975, 54 p,  (ISBN 2-01-001806-0).
3. Labyrinthes, Hachette, 1976, 56 p,  (ISBN 2-01-002740-X).
4. L'Univers cannibale, Hachette, 1976, 56 p,  (ISBN 2-01-002739-6).
5. Tendre Chimère, Les Humanoïdes associés, 1977, 53 p.,  (ISBN 2-902123-41-8).
6. Les « Maîtres Rêveurs », Les Humanoïdes associés, 1978, 53 p.,  (ISBN 2-902123-62-0).
7. Le Sceau de Beselek, Les Humanoïdes associés, 1979, 53 p.,  (ISBN 2-7316-0010-1).
8. Ortho-Mentas, Les Humanoïdes associés, 1981, 54 p.,  (ISBN 2-7316-0106-X).
9. Terra, Les Humanoïdes associés, 1984, 46 p.,  (ISBN 2-7316-0297-X).
10. Le Cryptomère, Les Humanoïdes associés, 1999, 45 p.,  (ISBN 2-7316-0444-1).
  - Glénat a réédité et recolorisé l'ensemble de la série en 2008-2009.

- Jérémie, publié dans Vaillant puis Pif Gadget, 1968-1973.

1. Les Dieux barbares, Le Lombard-Dargaud, 1973, 40 p.
2. La Mijaurée, la Mégère et le Nabot, Le Lombard-Dargaud, 1974, 40 p.
3. Intrigues à la Jamaïque, Humanoïdes Associés, 1979, 42 p.,  (ISBN 2-7316-0002-0).
4. Le Fort de San Juan, Humanoïdes Associés, 1980, 40 p.,  (ISBN 2-7316-0032-2).

- Le Fantôme de Barbe-Noire, dans Le Journal de Mickey, 1968.
- Téva (sc. Georges Tardy), dans Le Journal de Mickey, 1973-1977.
  - Téva, Les Humanoïdes associés, 1982, 120 p., (ISBN 2-7316-0185-X).
- Histoire du socialisme en France, Services de l'Homme, 1977, 45 p.  (ISBN 2-902648-02-2)[9].
- Les Léviathans, dans BD, 1978.

1. Les Léviathans, Les Humanoïdes associés, 1982, 63 p.,  (ISBN 2-7316-0151-5). Réédité en 1990 sous le titre Le Plan Aspic.
2. La Dent de l'alligator, Les Humanoïdes associés, 1990, 66 p.,  (ISBN 2-7316-0513-8).
3. Réactions en chaîne, Albin Michel, 2000, 52 p.,  (ISBN 2-226-11135-2).

- Les Mécanoïdes associés, Les Humanoïdes associés, 1982, 52 p.,  (ISBN 2-7316-0161-2).
- Moby Dick (sc. Jean Ollivier), Hachette, 1983, 44 p.,  (ISBN 2-01-009595-2).
- Processus de survie, Les Humanoïdes associés, 1984, 44 p.,  (ISBN 2-7316-0275-9).
- La Survivante, dans L'Echo des Savanes, 1985-1991. En album chez Albin Michel :

1. La Survivante, 1985, 45 p.,  (ISBN 2-226-02292-9).
2. L'Héritier, 1987, 46 p.,  (ISBN 2-226-02968-0).
3. La Revanche, 1988, 45 p.,  (ISBN 2-226-03409-9)[10].
4. L'Ultimatum, 1991, 46 p.,  (ISBN 2-226-05564-9).

- Notre-Dame de Paris (sc. Gendrot), dans Le Journal de Mickey puis chez Hachette, 1985  (ISBN 2-7333-0181-0).
- Au nom de tous les miens (sc. Patrick Cothias), dans Vécu, 1986-1987. Albums chez Glénat :

1. Les Fourmis, 1986, 46p,  (ISBN 2-7234-0650-4).
2. Les Renards, 1987, 46p,  (ISBN 2-7234-0831-0).

- Jehanne, dans L’Écho des Savanes à partir de 1993[11] :

1. La Sève et le sang, Albin Michel, 1993, 52 p.,  (ISBN 2-226-06576-8).
2. Jehanne la Pucelle (réédition du premier + tome 2), Albin Michel, 1997, 105 p.,  (ISBN 2-226-09416-4).

- La Dernière des Salles Obscures (sc. Denis Lapière), Dupuis, coll. « Aire libre » :

Tome 1, 1996, 68 p.,  (ISBN 2-8001-2326-5).
Tome 2, 1998, 68 p.,  (ISBN 2-8001-2450-4).
- Le Décalogue t. 7 : Les Conjurés (sc. Frank Giroud), Glénat, 2002, 54 p.,  (ISBN 2-7234-3500-8).
- La Veuve Blanche, Dupuis, 2002, 76 p.,  (ISBN 2-8001-3238-8)[13].
- L'Ordre de Cicéron (sc. Richard  Malka), Glénat :

1. Le Procès, 2004, 54 p.,  (ISBN 2-7234-4335-3).
2. Mis en examen, 2006, 45 p.,  (ISBN 2-7234-5164-X).
3. Le Survivant, 2009, 47 p.,  (ISBN 978-2-7234-5857-3).

- Quintett t. 2 : Histoire d'Alban Méric (sc. Frank Giroud), Dupuis, 2005, 62 p.,  (ISBN 2-8001-3719-3).

## Illustrations
- Ivanhoé de Walter Scott.Éditions Dargaud, coll. « Lecture et Loisir », no 259, 1979, 192 p.

## Récompenses
- 1972 : Prix Phénix pour Jérémie.
- 1974 ; Prix Phénix pour Les Naufragés du temps.
- 1978 : Prix du dessinateur français au festival d'Angoulême.
- 1982 : Grand prix de la ville d'Angoulême.
- 1986 : Grand prix RTL de la BD pour Au nom de tous les miens.
- 1986 :  Plaque spéciale remise par le jury du festival de Lucques, pour l'ensemble de son œuvre.
- 1998 : Grand prix « Yellow Kid » à Lucques.